# Storyville

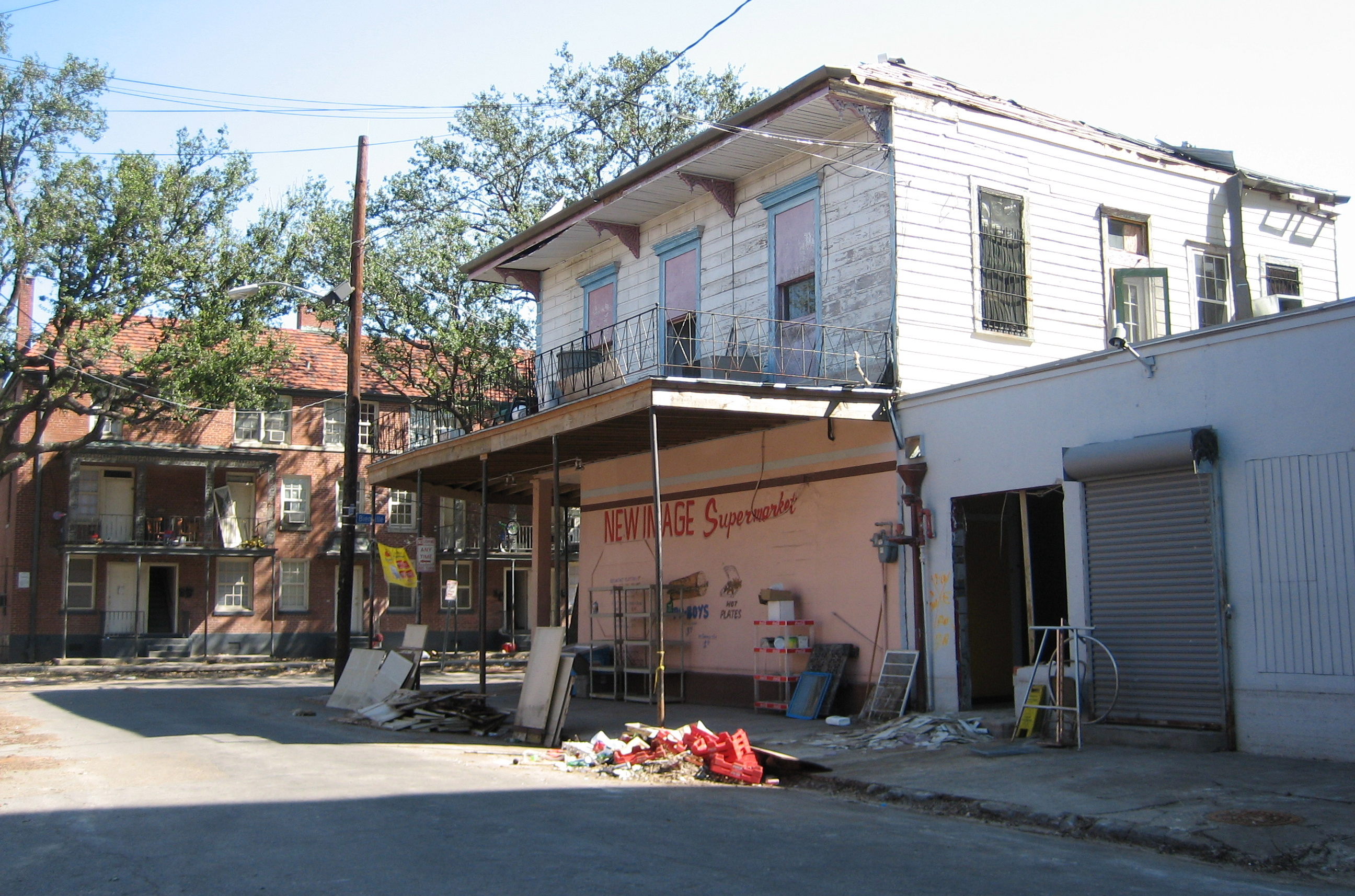
Uno dei pochi edifici sopravvissuti a quello che era un tempo Storyville, fotografato nel 2005. 100 anni prima aveva ospitato il bar-saloon di Frank Early, dove suonava regolarmente Tony Jackson.

Storyville è stato il quartiere a luci rosse di New Orleans, dal 1897 al 1917. Il quartiere era noto in città come The District.

## Storia
Il nome Storyville venne mutuato dal sindaco Sidney Story, che propose la legge di creazione del distretto. Storyville era racchiuso fra Iberville, Basin Street, St. Louis Street e N. Robertson Street. La maggior parte di questo ex quartiere è ora occupata dalla Iberville Housing Projects, a due isolati dal confine con il Quartiere francese. 
Il distretto venne istituito per limitare la prostituzione in una zona della città dove le autorità potevano controllare e regolare la pratica. Verso la fine degli anni 1890, il governo di New Orleans studiò i quartieri a luci rosse legalizzati del nord della Germania e dei Paesi Bassi per impostare Storyville sulla base di tali modelli. Tra il 1895 e il 1915 vennero pubblicati dei libri blu a Storyville. Questi libri erano guide alla prostituzione per i visitatori e comprendevano descrizioni delle case, prezzi e servizi particolari. I libri blu portavano il motto dell'Ordine della Giarrettiera: Honi soit qui Mal Y Pense (Vergogna a colui che pensa male).
Le case di Storyville andavano da quelle economiche "cribs" a quelle più costose, fino a una fila di eleganti palazzi lungo Basin Street per i clienti benestanti. I cribs di New Orleans prevedevano una tariffa di 50 centesimi di dollaro, mentre le strutture più costose potevano costare fino a 10 dollari. Nel quartiere coesistevano bordelli per bianchi e neri, ma agli uomini neri fu proibito l'acquisto di servizi in entrambi i tipi di struttura. In ogni caso fiorirono case con prostitute nere per gli uomini neri, con la piena consapevolezza della polizia e delle altre autorità locali, a breve distanza da Storyville.
The District era adiacente ad una delle stazioni principali della città e divenne una frequentata attrazione.
Il Jazz non ebbe origine a Storyville, ma vi fiorì come nel resto della città. Molti visitatori provenienti da fuori New Orleans udirono per la prima volta questo stile di musica prima che si sviluppasse a nord. Alcuni stranieri continuano ad associare Storyville con le origini del jazz. Era tradizione delle migliori case di Storyville di assumere un pianista e talvolta piccole band. 

## Chiusura
L'US Army, guidato da un atteggiamento riformista, proibì ai soldati la frequentazione di prostitute, basandosi sul fatto di preservare la salute pubblica. Nell'ottobre del 1917, poco dopo che gli Stati Uniti entrarono nella prima guerra mondiale, il Ministro della Guerra Newton D. Baker disse:
Aiutato dalle campagne dell'American Social Hygiene Organization, e con i regolamenti militari che hanno posto tali case off limits, implementò un programma nazionale per chiudere le cosiddette "case chiuse" nei pressi dei campi di addestramento dell'esercito.
Nei primi giorni della guerra, quattro soldati vennero uccisi nel distretto a poche settimane l'uno dall'altro. Sia l'Esercito che la Marina successivamente chiesero che Storyville fosse chiuso, a seguito della dichiarazione del Ministro della Marina Militare, Josephus Daniels, che lo definì apportatore di "cattiva influenza".
Il governo della città di New Orleans protestò fermamente contro la chiusura del distretto; il sindaco Martin Behrman disse: "Potete rendere la prostituzione illegale ma non potete farla divenire impopolare." Dopo il 1917, quando Storyville venne chiuso, proliferarono in tutta la città case di prostituzione per bianchi e neri.
Il Distretto continuò, in maniera minore, ad essere un centro di intrattenimento per tutti gli anni 1920, con varie sale da ballo, cabaret e ristoranti, anche se case da gioco e di prostituzione erano regolarmente presenti in zona, nonostante le ripetute incursioni della polizia.

## Oggi
Quasi tutti gli edifici dell'ex distretto vennero demoliti negli anni 1930, durante la Grande depressione, per la costruzione di alloggi pubblici, a mezzo del progetto noto come Iberville Project. Mentre gran parte della zona conteneva vecchi e decaduti edifici, i vecchi palazzi lungo Basin Street, alcune delle più belle strutture della città, vennero anch'essi demoliti. Il governo della città volle modificare l'area demolendo e ricostruendo. Basin Street venne ribattezzata "Nord Saratoga" (il suo nome storico fu poi restaurato circa venti anni dopo).

## Rappresentazioni in media

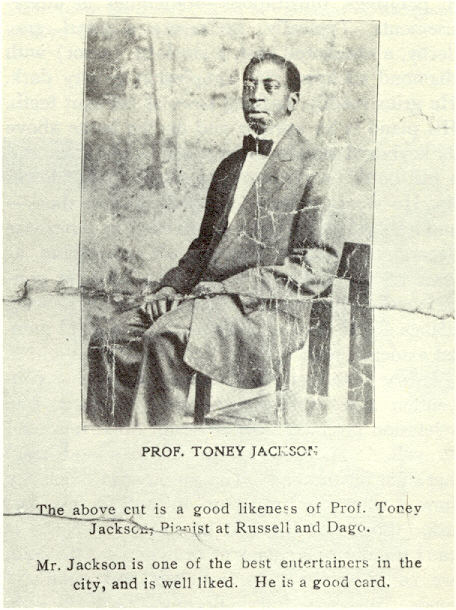
Manifesto con la pubblicità del pianista Tony Jackson, ca. 1910

- William J. Toye dipinse diversi quadri su Storyville, ma vennero danneggiati meno di due settimane prima che venissero esposti nel 1969.[6][7]

- Una collezione di fotografie di Ernest Joseph Bellocq, fotografo attivo a fine XIX secolo, vennero ritrovate alla metà degli anni 1920. Egli ritrasse molte prostitute che esercitavano a Storyville. Nel 1971 venne pubblicato un libro delle sue fotografie, sotto il titolo di Storyville Portraits.

- Fra i film che hanno illustrato Storyville si ricordano La città del jazz (1947), Pretty Baby (1978) e Storyville (1992).